# Drömsheriffen
Drömsheriffen (Follow That Dream) är en Elvis-film från 1962 i regi av Gordon Douglas. Manuset skrevs av Charles Lederer efter en roman av Richard Powell. Rollerna spelades av bland andra Elvis Presley, Arthur O'Connell, Anne Helm, Joanna Moore och Jack Kruschen. Producent var David Wiesbart.
Filmen är baserad på Richard Powells roman Pionjärerna (Pioneer, Go Home!) från 1959 (svensk översättning 1960).

## Rollista
| Elvis Presley    | – Toby Kwimper     |
| Arthur O'Connell | – Pop Kwimper      |
| Anne Helm        | – Holly Jones      |
| Joanna Moore     | – Alisha Claypoole |
| Jack Kruschen    | – Carmine          |
| Simon Oakland    | – Nick             |
| Roland Winters   | – Judge            |
| Alan Hewitt      | – H. Arthur King   |
| Howard McNear    | – George           |
| Frank DeKova     | – Jack             |